# Trachytes elegans
Pour les articles homonymes, voir Trachytes et elegans.
Espèce
Trachytes elegans est une espèce d'acariens, de la famille des Polyaspididae.
L'espèce est trouvée en Espagne et en Autriche, en Europe. C'est une espèce édaphique.